# Fettwiesen-Margerite
Die Fettwiesen-Margerite (Leucanthemum ircutianum) ist eine Pflanzenart aus der Gattung der Margeriten (Leucanthemum) innerhalb der Familie der Korbblütengewächse (Asteraceae). Die Unterarten sind in Europa und Zentralasien weitverbreitet.

## Beschreibung

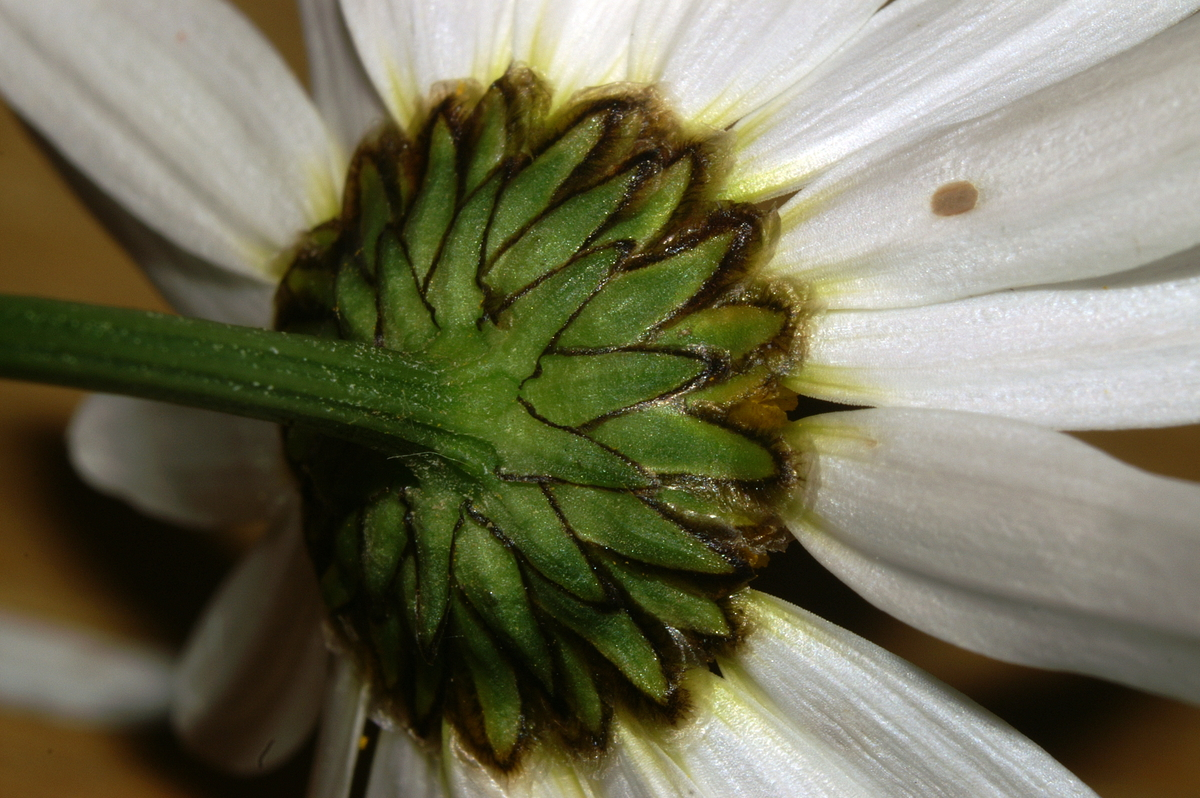
Korbhülle mit den dachziegelartig in Reihen angeordneten Hüllblättern von unten

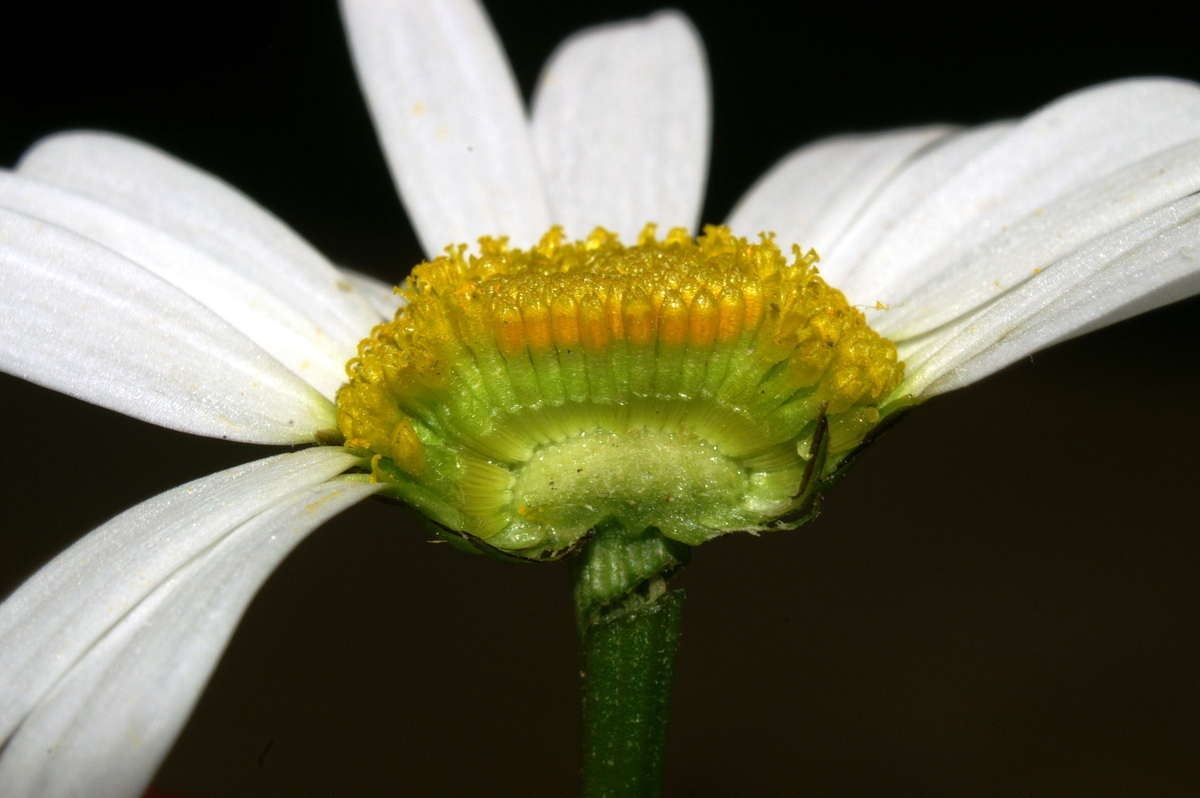
Schnitt durch Blütenkorb: gut zu erkennen sind der Korbboden und die Röhrenblüten

### Vegetative Merkmale
Die Fettwiesen-Margerite ist eine ausdauernde krautige Pflanze, die Wuchshöhen von 10 bis 85, selten bis zu 100 Zentimetern erreicht. Der längs geriefte und grüne Stängel ist in der Regel in der oberen Hälfte verzweigt, in Mitteleuropa meist unverzweigt.
Die Laubblätter sind grün, behaart oder kahl. Die Grundblätter sind gestielt; ihre Blattspreite ist rundlich, breit-elliptisch oder breit verkehrt-eiförmig, gekerbt oder gesägt, abrupt in den leicht geflügelten und am Grund etwas verbreiterten Stiel verschmälert. Die mittleren Stängelblätter sind sitzend, länglich elliptisch, schmal verkehrt-eiförmig oder verkehrt-eiförmig, ganzrandig bis fiederschnittig, basal ganzrandig oder kurz bis lang gezähnt. Die oberen Stängelblätter sind sitzend, elliptisch oder länglich, gesägt oder ganzrandig.

### Generative Merkmale
Die Blütezeit reicht je nach Standort von April bis Juli; oder der Blühbeginn ist im Juni und das Blühende im Oktober. Die Fettwiesen-Margerite kann zwei bis sechs, selten bis 15 körbchenförmige Blütenstände an einem Pflanzenexemplar bilden und in Mitteleuropa wird meist nur ein Blütenkorb gebildet. Die Blütenkörbe weisen einen Durchmesser von meist 3 bis 5 (2,5 bis 6) Zentimetern auf. In der schüsselförmigen Hülle sind die Hüllblätter in vier bis fünf Reihen dachziegelartig angeordnet. Die Hüllblätter sind häutig berandet; die äußeren Hüllblätter sind eiförmig oder dreieckig, schmal braun, dunkelbraun oder bleich berandet; die mittleren Hüllblätter bei einer Länge von 5 bis 8,5 Millimetern sowie einer Breite von 1,7 bis 3 Millimetern länglich oder schmal-länglich, braun, dunkelbraun oder bleich berandet, in der oberen Hälfte breit häutig und zur Peripherie hin heller; die inneren Hüllblätter sind wieder kleiner, schmal verkehrt-eiförmig oder schmal-länglich, in der oberen Hälfte braun oder bleich berandet. Der Korbboden ist flach oder leicht gewölbt und kahl.
In einem Blütenkorb befinden sich meist 20 bis 30 Zungenblüten = Strahlenblüten und Röhrenblüten = Scheibenblüten. Die Zungenblüten = Strahlenblüten sind zygomorph, weiblich und fertil; die Zunge ist weiß, bei einer Länge von 10 bis 20 Millimetern sowie einer Breite von 3 bis 5, selten bis zu 6,5 Millimetern länglich oder schmal elliptisch mit dreizähnigem oder gerundetem oberen Ende; der röhrige Teil ihrer Blütenkrone ist etwa 1,5 Millimeter lang und seitlich etwas geflügelt. Die Röhrenblüten = Scheibenblüten sind radiärsymmetrisch, zwittrig, fertil, ihre Blütenkrone ist gelb.
Die Achänen der Scheibenblüten sind schmal verkehrt-eiförmig bis mehr oder weniger zylindrisch, gerade oder leicht gekrümmt, meist 2 bis 2,5 (1,8 bis 3) Millimeter lang, zehnrippig und ohne Pappus.

### Chromosomensatz
Die Chromosomengrundzahl beträgt x = 9; es liegt Tetraploidie mit einer Chromosomenzahl von 2n = 36 vor.

## Ähnliche Arten und wichtige Unterscheidungsmerkmale
Im Gegensatz zur ähnlichen Art Fiederöhrchen-Margerite, Magerwiesen-Margerite, Frühe Wucherblume (Leucanthemum vulgare Lam.) sind wichtige Unterscheidungsmerkmale bei Leucanthemum ircutianum: Die Blattspreite der mittleren Stängelblätter ist zum Grund hin wenig verschmälert, im unteren Drittel mit Zähnen, die kürzer sind als die Breite des ungeteilten Mittelabschnitts, die untersten Blattzähne sind kaum öhrchenartig. Zähne der vorderen Hälfte der unteren Stängelblätter sind meist breiter als lang. Die äußeren Hüllblätter schmal hell- bis dunkelbraun berandet.

## Ökologie
Bei der Fettwiesen-Margerite handelt es sich um einen mesomorphen Hemikryptophyten. Es werden Ausläuferrhizome gebildet, über die manchmal vegetative Vermehrung erfolgen kann.
Es liegt Proterandrie vor und es sind sowohl Selbst- als auch Fremdbefruchtung häufig. Blütenökologisch handelt es sich um Köpfchenblumen mit völlig verborgenem Nektar. Typische Bestäuber sind: Bienen, Hummeln, Wespen, Wollschweber, Schwebfliegen.
Die Diasporen sind die Achänen und ihre Ausbreitung erfolgt auf vielfältige Weise.

## Vorkommen
Die Fettwiesen-Margerite kommt in Europa von Portugal bis Russland und in Zentralasien vor. Ihr genaues Verbreitungsgebiet ist wegen der Ähnlichkeit mit nahe verwandten Arten nicht bekannt.
Die Fettwiesen-Margerite gedeiht hauptsächlich auf Fettwiesen und in Fettweiden auf mehr oder weniger frischen, mäßig nährstoffreichen und basenreichen Böden. Sie ist eine schwache Charakterart der Ordnung Arrhenatheretalia. Im Schwarzwald steigt sie bis in eine Höhenlage von 1400 Metern auf.

## Systematik und Verbreitung
Die Erstbeschreibung von Leucanthemum ircutianum erfolgte 1838 durch Augustin-Pyrame de Candolle in Prodromus systematis naturalis regni vegetabilis ..., Pars 6: Sistens Compositarum continuationem. S. 47. Das Artepitheton ircutianum bedeutet „aus Irkutsk“. Synonyme  für Leucanthemum ircutianum DC. sind: Leucanthemum vulgare subsp. ircutianum (DC.) Tzvelev, Chrysanthemum leucanthemum subsp. triviale Gaudin und Chrysanthemum ircutianum (DC.) Turcz.
Leucanthemum ircutianum gehört mit mehreren anderen ähnlichen Arten zusammen in die Artengruppe der Wiesen-Margeriten (Leucanthemum vulgare agg.)
Je nach Autor gibt es beispielsweise in Europa mehrere Unterarten:
- Leucanthemum ircutianum subsp. asperulum (N.Terracc.) Vogt & Greuter: Sie kommt in Italien und Montenegro vor.[5]
- Leucanthemum ircutianum subsp. cantabricum (Sennen) Vogt: Sie kommt in Spanien, Frankreich und Großbritannien vor.[5]
- Leucanthemum ircutianum subsp. crassifolium (Lange) Vogt: Sie kommt in Spanien, Frankreich und Großbritannien vor.[5]
- Leucanthemum ircutianum DC. subsp. ircutianum
- Leucanthemum ircutianum subsp. leucolepis (Briq. & Cavill.) Vogt & Greuter: Sie kommt in Frankreich, Italien, Kroatien, Slowenien, Serbien und Bosnien und Herzegowina vor.[5]
- Leucanthemum ircutianum subsp. pseudosylvaticum Vogt: Sie kommt nur auf der Iberischen Halbinsel in Portugal und Spanien vor.[5]